# Kirsanli
Kirsanli (arab. كرسنلي) – wieś w Syrii, w muhafazie Aleppo, w dystrykcie Al-Bab. W 2004 roku liczyła 298 mieszkańców.